# Нитрозамины

Структурная формула нитрозаминов

Нитрозамины (N-нитрозоамины) — органические соединения с общей формулой R1R2NNO, где R1, R2 — алкильный или арильный радикал. Известны также первичные нитрозамины (нестабильны, обычно не могут быть выделены в индивидуальном состоянии) и их N-ацильные производные общей формулы RN(X)NO — нитрозамиды (X = COR) нитрозомочевины (X = CONR2), нитрозоуретаны (X = COOR) и пр.

## Получение
Синтез нитрозаминов осуществляется введением нитрозо-группы во вторичные амины или амиды следующими реагентами:
- нитритом натрия в слабокислой среде,
- оксидом азота (III),
- оксидом азота (IV),
- NO2BF4.

Нитрозамины получают также реакцией вторичных аминов с нитритом натрия и формальдегидом или хлоралем:

## Строение
Атомы в молекулах нитрозаминов располагаются в одной плоскости. Строение молекулы простейшего органического нитрозамина (CH3)2NNO следующее:
Вращение по связи N−N сильно затруднено большим энергетическим барьером ΔG‡ = 75—190 кДж/моль).
В ультрафиолетовом спектре присутствуют 2 полосы λмакс = 360 нм (переход n → π, ε ~ 100) и λмакс = 230—255 нм (переход n → π, ε ~ 5000).
В ИК-спектре различаются 2 характеристические полосы для связи N=O (1430—1530 см−1) и связи N−N (~1000 см−1).

## Физические и химические свойства
Первичные нитрозамины (R1 = H) — малоустойчивые вещества, стабильны только при температурах ниже 0 °C.
Нитрозамины являются жидкими или твёрдыми веществами жёлтого цвета, в индивидуальном виде малоустойчивы. Хорошо растворимы в воде и многих органических растворителях.
При действии восстановителей (водород на платине, палладии, LiAlH4) нитрозамины превращаются в производные гидразина. Действие более жёстких восстановителей (водород на никеле Ренея, амальгама натрия) на нитрозамины сопровождается разрывом связи N−N с образованием вторичных аминов.
Азотная и перфторпероксоуксусная кислоты окисляют нитрозамины в соответствующие N-нитрамины. Ангидриды органических кислот ацилируют нитрозамины, при этом происходит разрыв связи N−N. Действие хлороводорода также приводит к разрыву связи N−N.
К разрыву связи N−N и образованием радикала R2N· приводит и фотолиз нитрозаминов в парогазовой фазе.
В жидкой фазе в кислой среде нитрозамины способны фотолитически присоединяться к алкенам:
Арилнитрозамины под действием кислот претерпевают перегруппировку Фишера — Хеппа в p-нитрозоариламины:

## Применение
Нитрозамины применяют для извлечения вторичных аминов из смесей, а также в синтезе некоторых лекарственных препаратов и органических красителей. В лабораторных синтезах нитрозамины применяют для получения диазоалканов.

## Биологическая роль
Нитрозамины являются высокотоксичными соединениями. При попадании в организм они поражают печень, вызывают кровоизлияния, конвульсии, могут привести к коме. Большая часть нитрозаминов обладает сильным канцерогенным действием даже при однократном действии, проявляют мутагенные свойства. Напротив, N-нитрозо-N-метилмочевина обладает противоопухолевой активностью.
Чаще всего в пищевых продуктах обнаруживают наиболее токсичный нитрозодиметиламин и нитрозодиэтиламин. Содержание нитрозаминов контролируют в колбасных изделиях, рыбе и рыбных консервах, поскольку в них в качестве пищевой добавки используются нитриты натрия и калия, позволяющие придать мясу яркий розовый цвет. Больше всего нитрозаминов встречается в копченых мясных изделиях, колбасах, приготовленных с добавлением нитритов, — до 80 мкг/кг, в соленой и копченой рыбе — до 110 мкг/кг

## Нитрозамины в косметике
Нитрозамины в крайне низких концентрациях (до 1—3 ppm) могут встречаться в косметической продукции ,, .
Нитрозамины могут образовываться при реакции аминов, входящих в состав косметических продуктов с нитритами, при этом при реакция с первичными аминами ведет к образованию нестабильных нитрозаминов, которые быстро превращаются в быстро разлагающиеся диазониевые соли,  нитрозирование третичных аминов в косметических продуктах практически невозможно, поскольку оно идет через дезалкилирование и требует достаточно жестких условий и большого избытка нитрозирующего агента. Таким образом, образование нитрозаминов в косметике возможно только из вторичных аминов, в частности, из аминоспиртов типа диэтаноламина, которые используются в продуктах в качестве регуляторов pH либо ароматических аминов, использующихся как предшественники красителей в красках для волос. Основным фактором, определяющим образование нитрозаминов в косметике, являются источники нитрозирующих агентов - это либо окислы азота в атмосферном воздухе, концентрация которых и время контакта которых с косметикой пренебрежимо малы, либо алифатические нитросоединения типа бронопола (2-бром-2-нитропропан-1,3-диола), использующиеся в качестве антибактериальных добавок, в таких случаях добавление агентов, восстанавливающих нитриты (аскорбаты и т.п.) эффективно подавляет образование нитрозаминов.